# Inari (Finlândia)
Inari (Lapônico de Inari: Aanaar, Lapônico Setentrional: Anár, Lapônico Escolta: Aanar, Sueco: Enare) é o maior município da Finlândia em área territorial . Pertence ao estado da Lapônia e tem cerca de 6 916 habitantes principalmente da etnia lapônica. A cidade de Inari está localizada as margens do Lago Inari e sua principal indústria é o turismo, sendo a região comumente associada como um centro da cultura Lapônica, devido o Museu da Cultura Lapônica de Siida que se localiza no município.

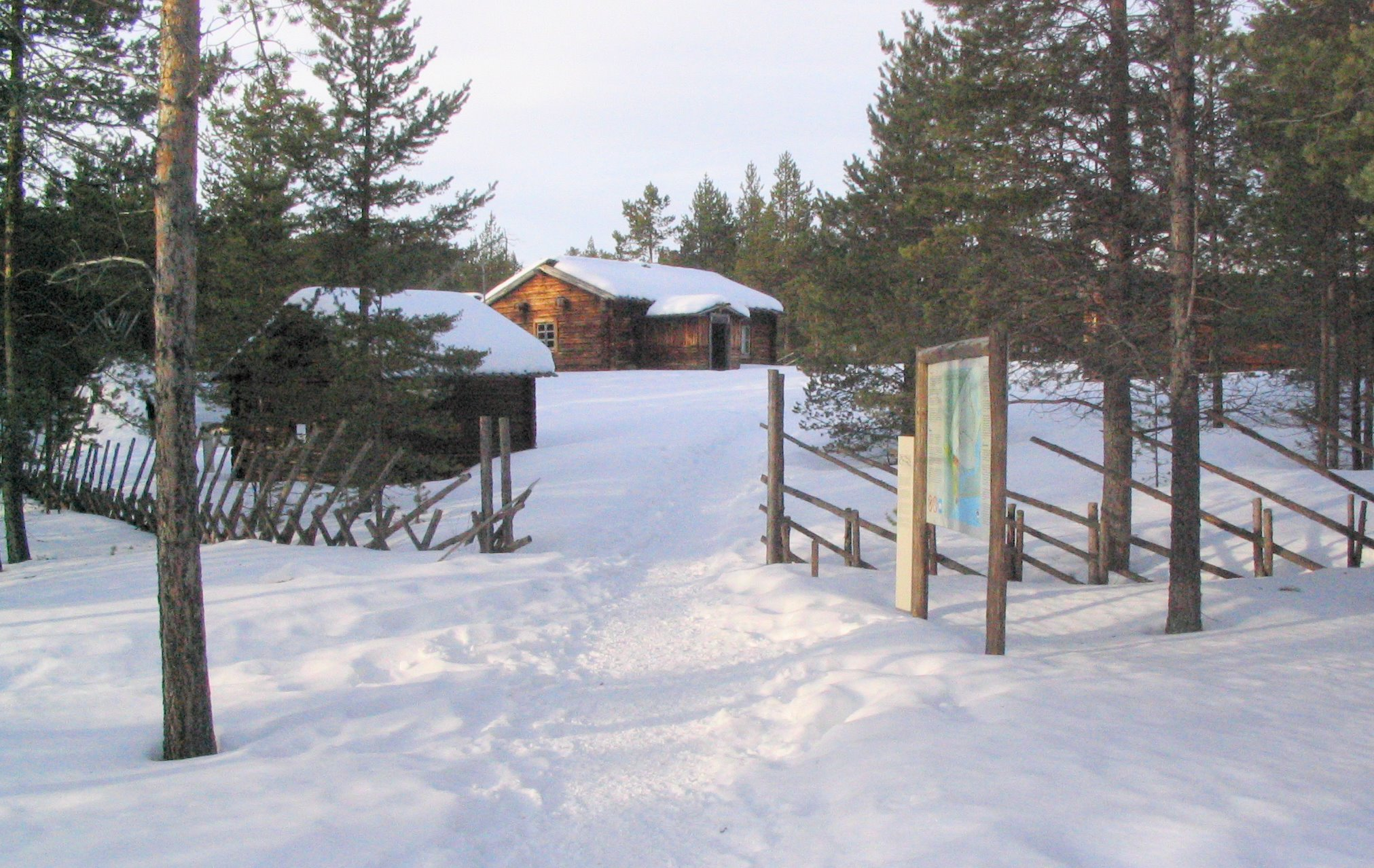
Museu da Cultura Lapônica de Siida

## Demografia
O município de Inari tem uma população de 6 916 (2019), apresentando uma densidade populacional é de  0.46 habitantes por km².
O município apresenta quatro línguas oficiais: Finlandês, Lapônico de Inari (cerca de 400 falantes), Lapônico Escolta (cerca de 400 falantes), e Lapônico Setentrional (cerca de 700 falantes). As estimativas de quantas pessoas falam cada uma das Línguas Lapônicas são diferentes da listagem linguística oficial, nela, da população total de 6 863 em 2010, 6 366 pessoas registraram finlandês e 400 pessoas registraram uma das Línguas Lapônicas como sua língua nativa. 97 tinham outras línguas como suas línguas nativas.

## Geografia
Inari é o maior município em área da Finlândia. Localizado na Lapônia, ele cobre uma área de 17 321.32 km² das quais 2 281.41 km² é coberta de água, devido aos numerosos lagos locais. Com uma área de 1043 km², Lago Inari é o terceiro maior lago da Finlândia, apenas 40 km² menor que o segundo maior lago do país, o lago Päijänne.
O maior Parque nacional da Finlândia, o Parque Nacional Lemmenjoki tem partes localizadas em Inari, assim como o Parque Nacional Urho Kekkonen. Vastas áreas do município são designadas como Reservas Naturais Estritas, como a: Reserva Natual Restrita de Hammastunturi, Reserva Natual Restrita de Muotkatunturi, Reserva Natual Restrita de Paistunturi, Reserva Natual Restrita de Kaldoaivi, Reserva Natual Restrita de Vätsäri e a Reserva Natual Restrita de Tsarmitunturi.
A Vila de Inari é o resort mais setentrional da Finlândia. O aeroporto esta localizado no vilarejo próximo de Ivalo.

## Clima
| Dados climatológicos para Inari                                                | Dados climatológicos para Inari | Dados climatológicos para Inari | Dados climatológicos para Inari | Dados climatológicos para Inari | Dados climatológicos para Inari | Dados climatológicos para Inari | Dados climatológicos para Inari | Dados climatológicos para Inari | Dados climatológicos para Inari | Dados climatológicos para Inari | Dados climatológicos para Inari | Dados climatológicos para Inari | Dados climatológicos para Inari |
| Mês                                                                            | Jan                             | Fev                             | Mar                             | Abr                             | Mai                             | Jun                             | Jul                             | Ago                             | Set                             | Out                             | Nov                             | Dez                             | Ano                             |
| ------------------------------------------------------------------------------ | ------------------------------- | ------------------------------- | ------------------------------- | ------------------------------- | ------------------------------- | ------------------------------- | ------------------------------- | ------------------------------- | ------------------------------- | ------------------------------- | ------------------------------- | ------------------------------- | ------------------------------- |
| Temperatura máxima recorde (°C)                                                | 6,3                             | 6,9                             | 9,5                             | 16,4                            | 28,2                            | 31,7                            | 31,6                            | 31,4                            | 21,4                            | 12,8                            | 8,6                             | 7,4                             | 31,7                            |
| Temperatura máxima média (°C)                                                  | −8,5                            | −7,7                            | −2,6                            | 2,9                             | 8,9                             | 15,4                            | 18,8                            | 15,8                            | 9,9                             | 2,8                             | −3,8                            | −7,1                            | 3,7                             |
| Temperatura média compensada (°C)                                              | −12,8                           | −12,0                           | −7,4                            | −1,6                            | 4,5                             | 10,6                            | 14,0                            | 11,4                            | 6,2                             | 0,1                             | −7,1                            | −11,2                           | −0,4                            |
| Temperatura mínima média (°C)                                                  | −17,5                           | −16,8                           | −12,5                           | −6,5                            | 0,2                             | 6,1                             | 9,6                             | 7,3                             | 2,8                             | −2,6                            | −10,7                           | −15,6                           | −4,7                            |
| Temperatura mínima recorde (°C)                                                | −48,9                           | −48,6                           | −39,9                           | −29,8                           | −15,8                           | −3,3                            | −0,1                            | −3,5                            | −11,6                           | −27,6                           | −34,3                           | −40,6                           | −48,9                           |
| Precipitação (mm)                                                              | 23                              | 22                              | 22                              | 26                              | 38                              | 52                              | 75                              | 75                              | 46                              | 41                              | 28                              | 24                              | 472                             |
| Dias com precipitação (≥ 1 mm)                                                 | 8                               | 6                               | 6                               | 6                               | 9                               | 9                               | 11                              | 11                              | 9                               | 9                               | 8                               | 7                               | 99                              |
| Fonte: FMI climatological normals for Finland 1981-2010; record highs and lows |                                 |                                 |                                 |                                 |                                 |                                 |                                 |                                 |                                 |                                 |                                 |                                 |                                 |